# アカテツ

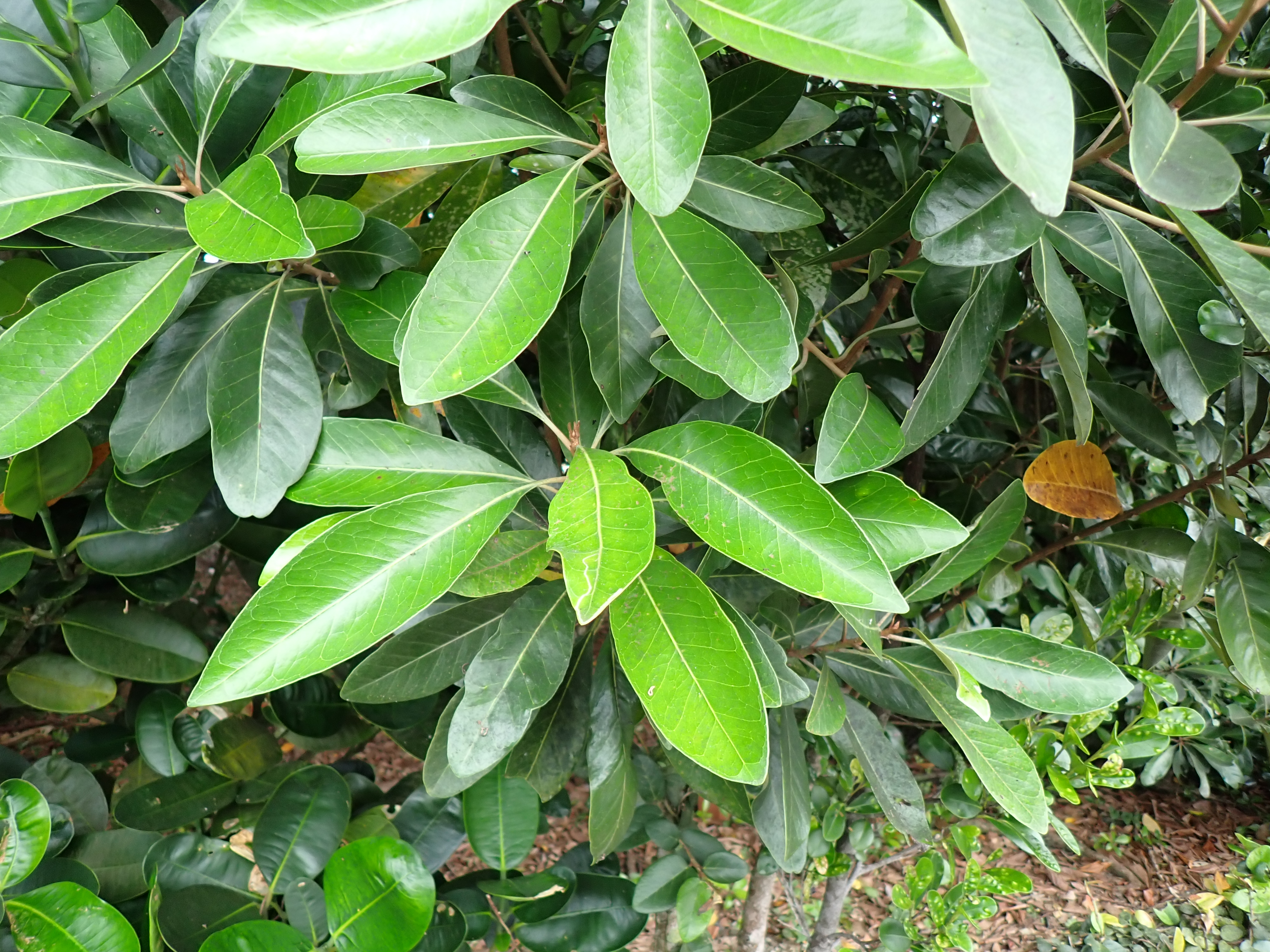
アカテツの葉表（沖縄県国頭村）

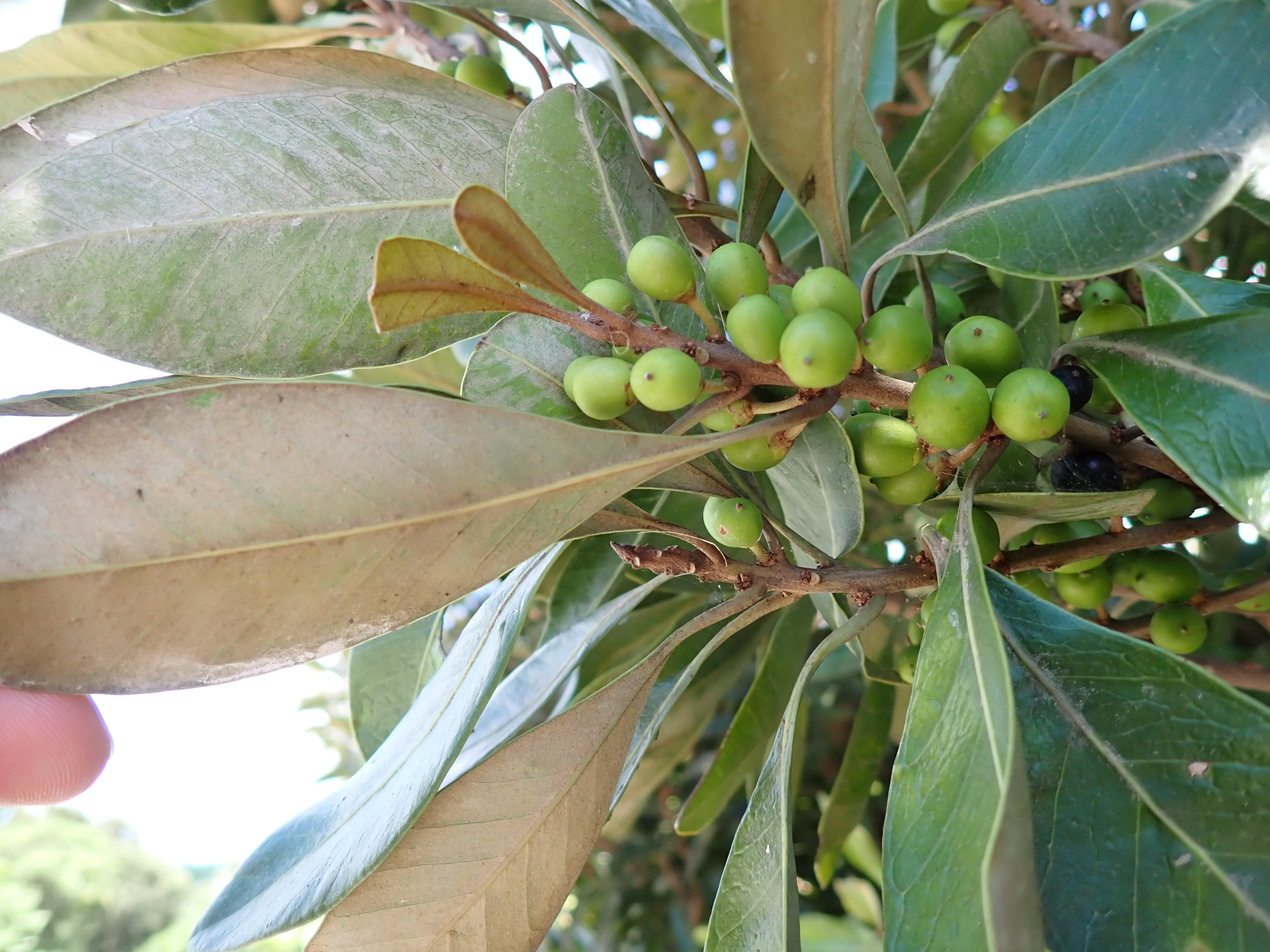
アカテツの葉裏と果実（沖縄県石垣市）

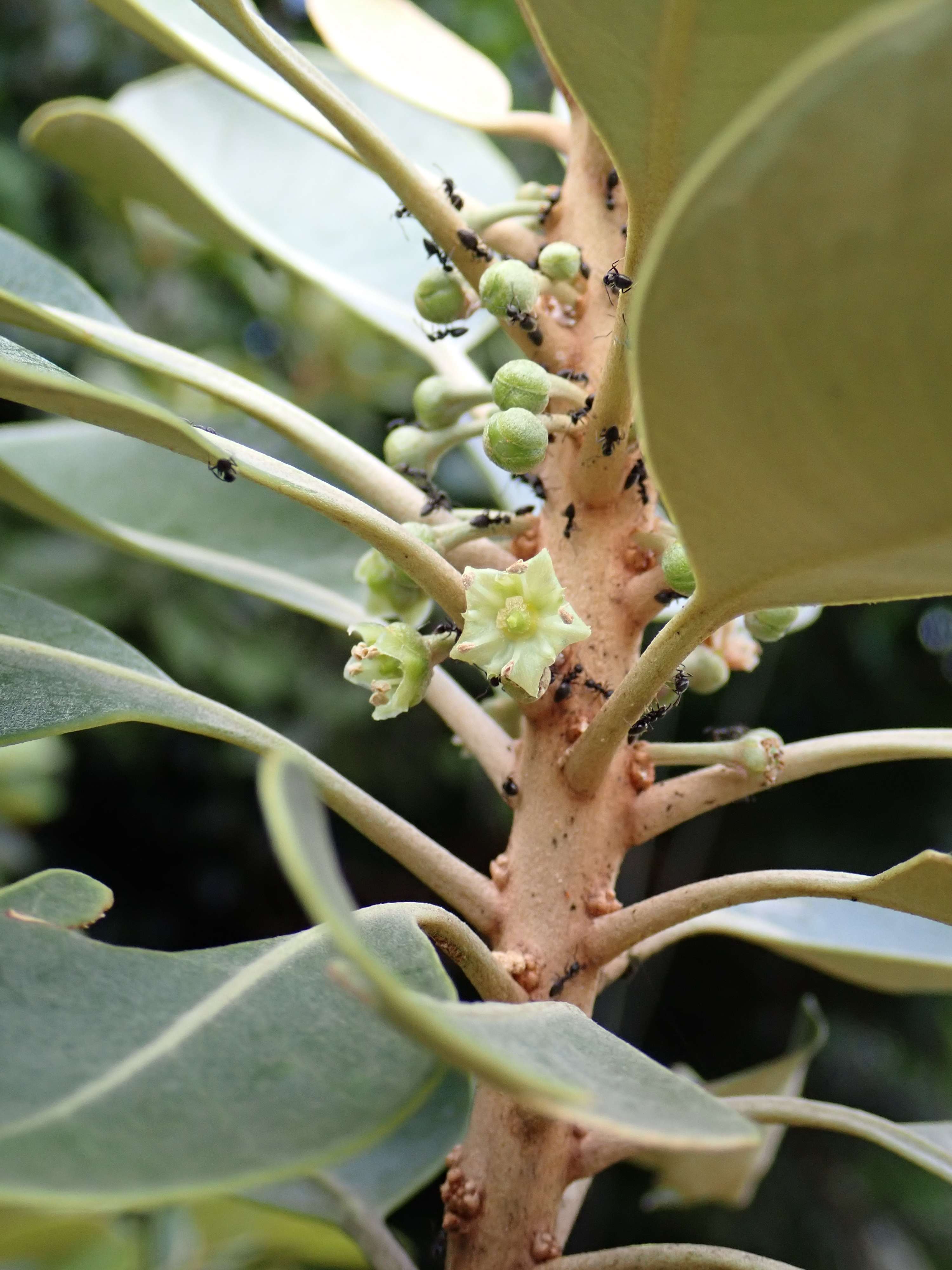
アカテツの花（沖縄県石垣市）

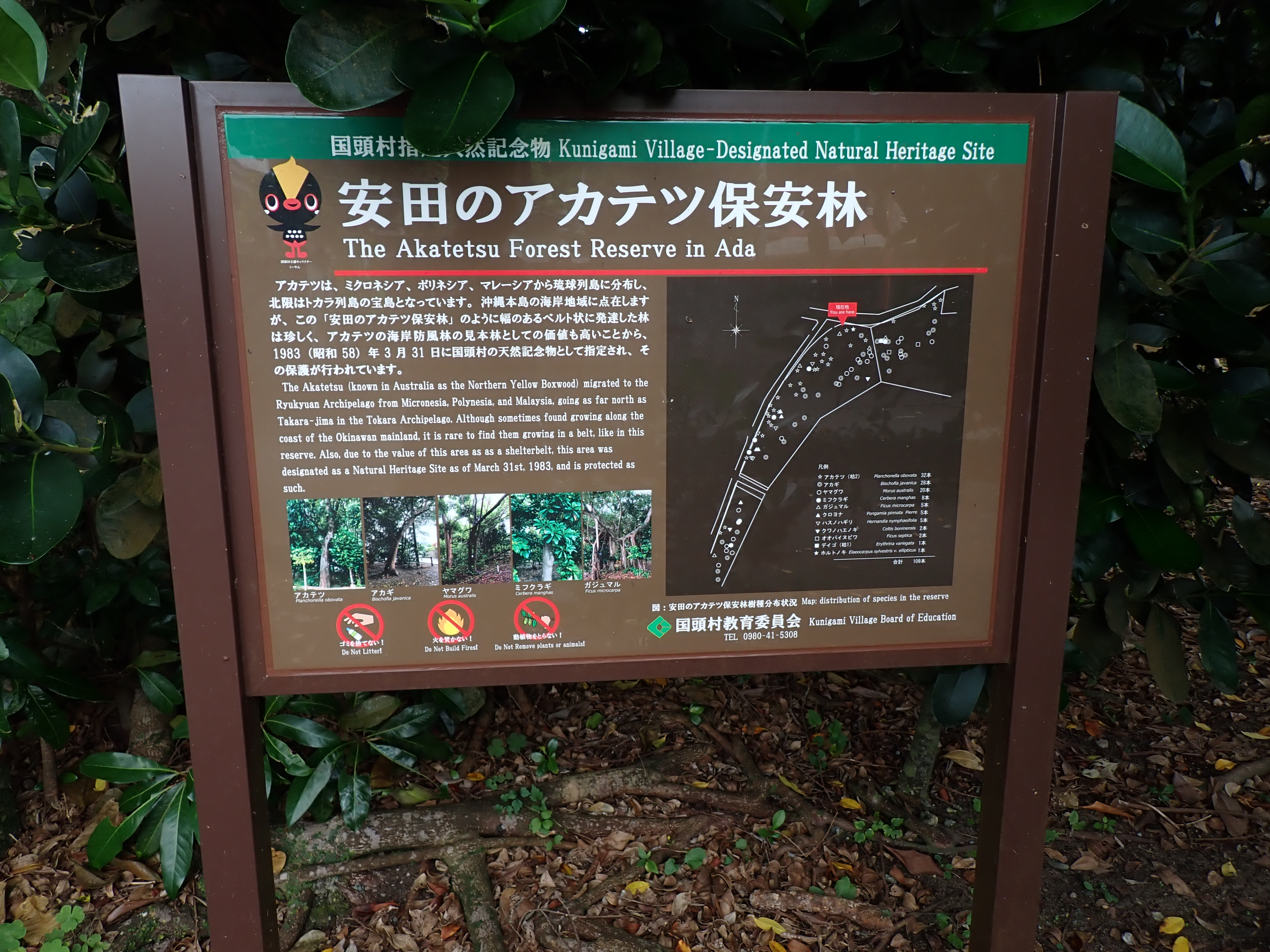
安田のアカテツ保安林の看板
（沖縄県国頭村）

アカテツ （Planchonella obovata） は、アカテツ科の樹木。日本では南西諸島などに生育する。

## 特徴
常緑の高木。樹皮は灰色で厚くて縦皺を生じる。若枝、葉裏、それに花序には赤褐色の細かい毛を密生する。
葉は倒卵形から楕円形、長楕円形で、先端はやや丸っこいか丸いか、あるいは時にややくぼむ。葉身の長さは5-10cm、基部は次第に狭まり、長さ0.5-3cmの葉柄に続く。新葉では表裏ともに赤褐色の毛があるが、成葉では表面の毛は脱落して平滑になり、緑色で強いつやがある。葉質は硬くて革質。
花は葉腋、または脱落した葉の葉腋から出て束生し、径5-6mm、淡い灰白色。液果は黒っぽく熟し、長楕円形で長さ1.2cm程度。内部には長楕円形の種子数個が収まる。

### 名前の由来
佐竹他(1999)によると、この名は誤認によって付いたものである。元々小笠原ではこの種を Black iron-wood と呼んでおり、これは樹皮の色に基づくものであった。そのために明治期まではクロテツの名で呼ばれた。他方、アデク（Syzygium buxifolium フトモモ科）が同地方で Red iron-wood と呼ばれており、これと取り違えられ、現在の名になったという。
なお、琉球列島ではチーギ（奄美から沖縄）、アンマーチーギ（沖縄）、トゥヌキ（石垣）などと呼ばれる。

## 分布
日本では南西諸島と小笠原に産する。南西諸島ではトカラ列島の宝島以南に広く分布し、大東島にも産する。国外では中国南部、台湾から熱帯アジア、太平洋諸島に広く分布する。沖縄では主として海岸近くの低地林に見られる。

## 分類
同属の植物は世界に200種あるが、日本では本種の他には小笠原諸島にムニンノキ P. boninensis があるのみである。なお、小笠原諸島に葉が小さくて細いコバノアカテツ P. obovata var. dubia がある。ただし、同一個体内の変異の幅に含まれる場合もあるとして、佐竹他(1999)は認めておらず、学名を挙げることすらしていない。大川・林(2016)では変種コバノアカテツについて記しているが、本種との差は連続的で区別しないことも多いとしている。
なお、外見的にはクスノキ科のハマビワがとてもよく似ており、不慣れだと判別に困ることがある。どちらも厚手で硬い楕円形で丸っこい葉をつけ、葉裏に細かい毛を密生する。ただしハマビワのそれは白っぽい。

## 利用
公園樹や庭園樹としてよく、防潮林としてすぐれている。材は硬くて重く、薪炭材としてはすぐれているが用材としては加工が困難。また葉にゴムを含み、琉球王朝時代には漆器の朔として用いられたという。
沖縄県国頭村は「安田のアカテツ保安林」を昭和58年3月に天然記念物に指定した。